# Осек-Мали-Кольонія
Осек-Мали-Кольонія (пол. Osiek Mały-Kolonia) — село в Польщі, у гміні Осек-Малий Кольського повіту Великопольського воєводства.
Населення — 128 осіб (2011).
У 1975-1998 роках село належало до Конінського воєводства.

## Демографія
Демографічна структура станом на 31 березня 2011 року:
|          | Загалом | Допрацездатний вік | Працездатний вік | Постпрацездатний вік |
| -------- | ------- | ------------------ | ---------------- | -------------------- |
| Чоловіки | 65      | 10                 | 43               | 12                   |
| Жінки    | 63      | 14                 | 31               | 18                   |
| Разом    | 128     | 24                 | 74               | 30                   |